# ATX (informatyka)
ATX (ang. Advanced Technology Extended) – standard konstrukcji płyt głównych oraz zasilaczy i obudów komputerowych do nich.

Wtyczka zasilania płyty głównej ATX 2.0 (widok od spodu). Zasilacz można uruchomić łącząc punkt PS_ON (przewód zielony) z masą (przewód czarny).

Standard ATX został opatentowany przez firmę Intel w 1995 roku. Wyparł wcześniejsze konstrukcje typu AT, które dominowały na rynku.

## Zmiany
W porównaniu ze standardem AT wprowadzone zostały następujące zmiany:
- Układ płyty głównej. Ścisłe określenie położenia niektórych elementów pozwoliło na pewną niwelację niedociągnięć w budowie wcześniejszych płyt. Standard ATX jednoznacznie określa, w którym miejscu ma się znajdować procesor. Pozwoliło to na instalowanie dłuższych kart w slotach PCI oraz ISA. Wcześniej przeszkadzała w tym lokalizacja procesora. Lepsze rozmieszczenie poszczególnych komponentów zezwoliło na zredukowanie plątaniny kabli oraz łatwiejszy dostęp do niektórych części (np. moduły pamięci umieszczone na środku, kontrolery FDD i IDE bliżej samych napędów).

- Gniazdo zasilające płytę główną. W konstrukcji AT zasilacz był łączony z płytą główną poprzez dwuczęściowe gniazdo. Części były do siebie podobne i możliwe było nieprawidłowe podłączenie, które mogło doprowadzić do uszkodzenia płyty. Dlatego też zastąpiono je większymi, jednoczęściowymi gniazdami. Jednocześnie istotne stało się zwiększenie mocy dostarczanej do płyty (istotne szczególnie przy zastosowaniu nowszych kart AGP, PCI Express, bądź bardzo szybkich procesorów), więc konieczne było zastosowanie gniazd pomocniczych.

- Porty. W konstrukcjach AT niewiele portów, widocznych na tylnej ściance obudowy komputera, wychodziło bezpośrednio z płyty głównej. Zwykle był to tylko port klawiatury. W przypadku innych portów, np. szeregowych i równoległych, trzeba było korzystać z dodatkowych przejściówek. Standard ATX zakładał taką konstrukcję płyt i obudów, aby możliwe było wyprowadzenie portów zintegrowanych z płytą główną bezpośrednio na tylną ścianę obudowy.

- Funkcja Soft Power. Umożliwia ona kontrolę zasilania komputera z poziomu systemu operacyjnego oraz umożliwia oszczędzanie energii, poprzez wprowadzanie komputera w stan uśpienia po dłuższej bezczynności.

- Chłodzenie. Dzięki zmienionej konstrukcji obudowy, poprzez jednoczesny nawiew i wywiew powietrza, chłodzenie komputera stało się bardziej wydajne.

- Urządzenia zintegrowane. W nowej wersji płyt typu ATX pojawiły się nowe urządzenia zintegrowane z płytą główną – karty graficzne, karty dźwiękowe, karty sieciowe i inne. W starszej wersji płyt głównych – typu AT – zestaw urządzeń zintegrowanych obecnych na płycie obejmował podstawowe porty – LPT, COM, kontrolery stacji dyskietek, dysków twardych i napędu CD (które z kolei we wczesnych płytach AT nie były rzeczami oczywistymi i pojawiły się na płytach w trakcie ich ewolucji).

Konstrukcje ATX używały 20-pinowego łącza zasilania zlokalizowanego na płycie głównej. Nowsza specyfikacja zaleca używanie 24-pinowych łączy, aby umożliwić zasilanie szyny PCI Express.
Następcą standardu ATX miał być BTX, jednak firma Intel z powodu małej popularności tego rozwiązania zaprzestała jego dalszego rozwoju.